# Chủ nghĩa Platon
Chủ nghĩa Platon là tư tưởng triết học của Platon và các trường phái tư tưởng phát sinh từ chủ nghĩa Platon, ngay cả khi những người theo chủ nghĩa Platon hiện đại không nhất thiết phải chấp nhận toàn bộ học thuyết của Platon. Chủ nghĩa Platon đã ảnh hưởng sâu sắc đến triết học phương Tây. Ở những nguyên tắc cơ bản nhất, chủ nghĩa Platon khẳng định sự tồn tại của các đối tượng trừu tượng, thứ mà được cho là tồn tại trong một thực tại thứ ba, khác biệt với thế giới ngoại cảm mà con người có thể cảm nhận và với thế giới nội tâm của ý thức, và trái ngược với chủ nghĩa duy danh.  Điều này có thể áp dụng cho các tính chất, loại, mệnh đề, ý nghĩa, số, tập hợp, giá trị chân lý,... Những triết gia khẳng định sự tồn tại của những đối tượng trừu tượng đôi khi cũng được coi là những người theo chủ nghĩa Platon; những người phủ nhận sự tồn tại của những đối tượng trừu tượng đôi khi cũng được coi là những người theo chủ nghĩa duy danh.
Theo nghĩa hẹp hơn, thuật ngữ này có thể ám chỉ học thuyết của chủ nghĩa hiện thực Platonic, một dạng chủ nghĩa duy tâm. Khái niệm trung tâm của chủ nghĩa Platon, một sự phân biệt thiết yếu đối với Lý thuyết Hình thức, là sự phân biệt giữa thực tế dễ nhận biết nhưng không thể hiểu được và thực tế không thể nhận biết nhưng có thể hiểu được. Trong đó, thực tế dễ nhận biết nhưng không thể hiểu được gắn liền với dòng chảy của Heraclitus và được nghiên cứu như một hình thức khoa học; thực tế không thể nhận thấy nhưng có thể hiểu được, gắn liền với sự tồn tại không đổi của Parmenides và được nghiên cứu như toán học. Hình học là động lực chính của Platon, và nó cũng thể hiện sự ảnh hưởng của Pythagoras. Các ý tưởng thường được mô tả trong các cuộc đối thoại như Phaedo, Symposium và Cộng hòa như những hình mẫu hoàn hảo mà các đối tượng trong thế giới hàng ngày là bản sao không hoàn hảo. Cuộc tranh luận Người Thứ Ba của Aristotle là lời phê bình nổi tiếng nhất thời cổ đại.